# 30 Poleska Dywizja Piechoty
30 Poleska Dywizja Piechoty (30 DP) – wielka jednostka piechoty Wojska Polskiego II RP.
W okresie  międzywojennym dowództwo 30 DP stacjonowało w Kobryniu. W jej skład w 1923 wchodziły: 82 pp, 83 pp i 84 pułk piechoty.

W czasie kampanii wrześniowej dywizja walczyła w składzie Armii „Łódź”. Od 1 września walczyła na przedpolu głównej linii obronnej w rejonie Działoszyna, wysunięta aż pod Parzymiechy. W odwrocie stanowiła trzon sił Zgrupowania gen. Thomméego. Odcięta pod Jeżowem, prawie całkowicie straciła 83 pułk piechoty. Pod Żyrardowem starła się z niemiecką 19 Dywizją Piechoty. 13 września przeszła do Modlina i początkowo obsadziła odcinek „Twierdza”, a następnie odcinek „Kazuń”.

## Dywizja w okresie pokoju
Syberyjska Dywizja Piechoty została sformowana na podstawie rozkazu Nr 26300/Mob. Ministra Spraw Wojskowych z dnia 20 grudnia 1920. Dywizja powstała w 1921 na bazie Syberyjskiej Brygady Piechoty. Organizacja została przeprowadzona na terenie Okręgu Generalnego „Pomorze”, a po jej zakończeniu dywizja została dyslokowana na teren Okręgu Korpusu Nr IX.
16 lipca 1922 w Brześciu 30 Dywizja Piechoty uroczyście obchodziła drugą rocznicę powrotu do kraju 5 Dywizji Strzelców Polskich i czwartą rocznicę sformowania 1 pułku Strzelców Polskich im. Tadeusza Kościuszki. W trakcie obchodów Naczelnik Państwa i Naczelny Wódz marszałek Polski Józef Piłsudski osobiście udekorował Orderem Virtuti Militari oficerów i szeregowych Dywizji Syberyjskiej.
Organizacja pokojowa dywizji przed mobilizacją marcową 1939
- dowództwo 30 Poleskiej Dywizji Piechoty w Kobryniu[6]
- 82 Syberyjski pułk strzelców im. Tadeusza Kościuszki w Brześciu
- 83 pułk Strzelców Poleskich im. Romualda Traugutta w Kobryniu
- 84 pułk Strzelców Poleskich w Pińsku (III baon w Łunińcu)
- 30 pułk artylerii lekkiej w Brześciu (II dywizjon w Pińsku)
- 30 dywizjon artylerii ciężkiej w Brześciu
- kompania łączności 30 DP w Brześciu
- Komenda Rejonu PW Konnego 30 DP w Kobryniu

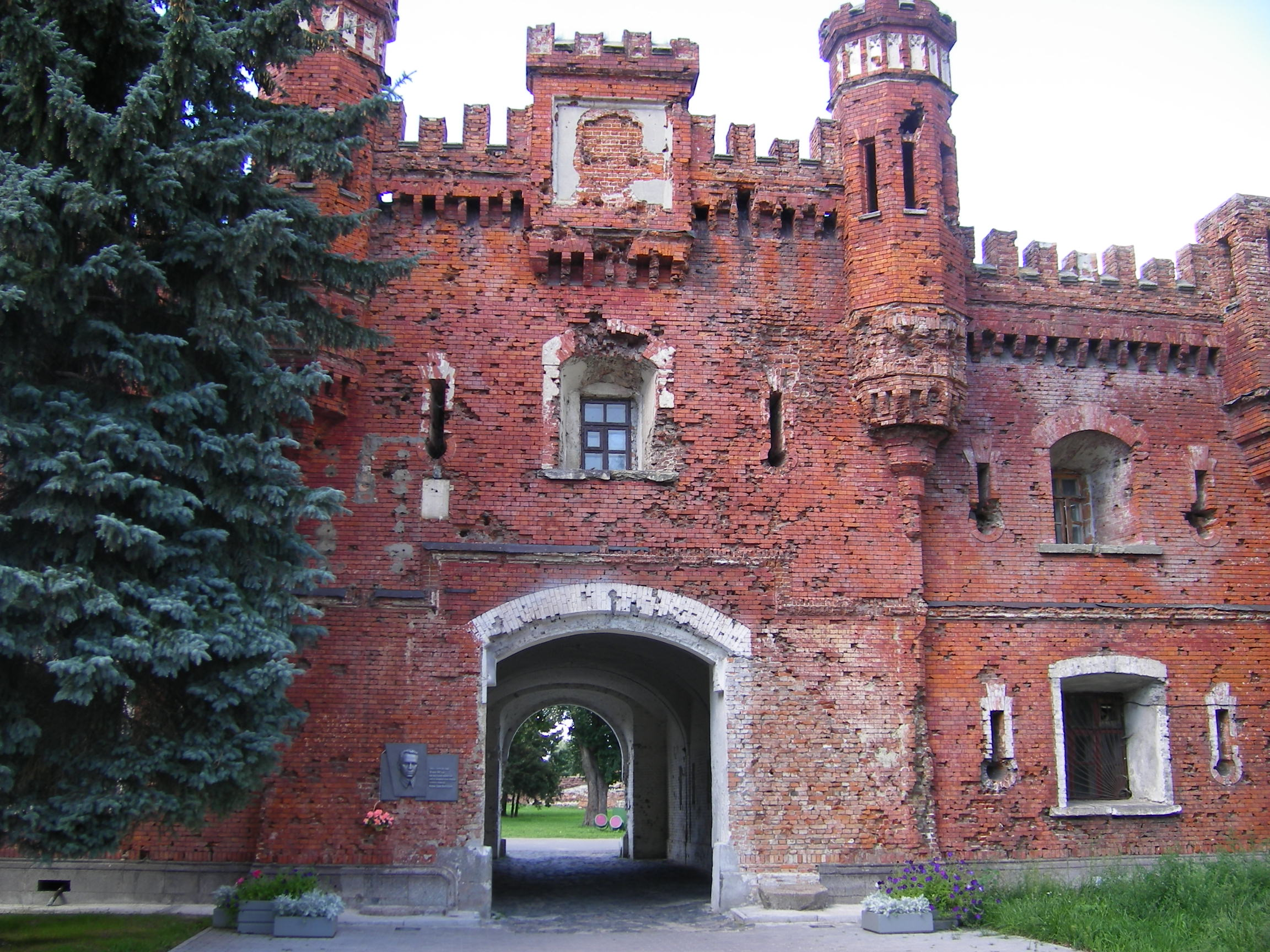
Twierdza brzeska – miejsce stacjonowania oddziałów dywizji
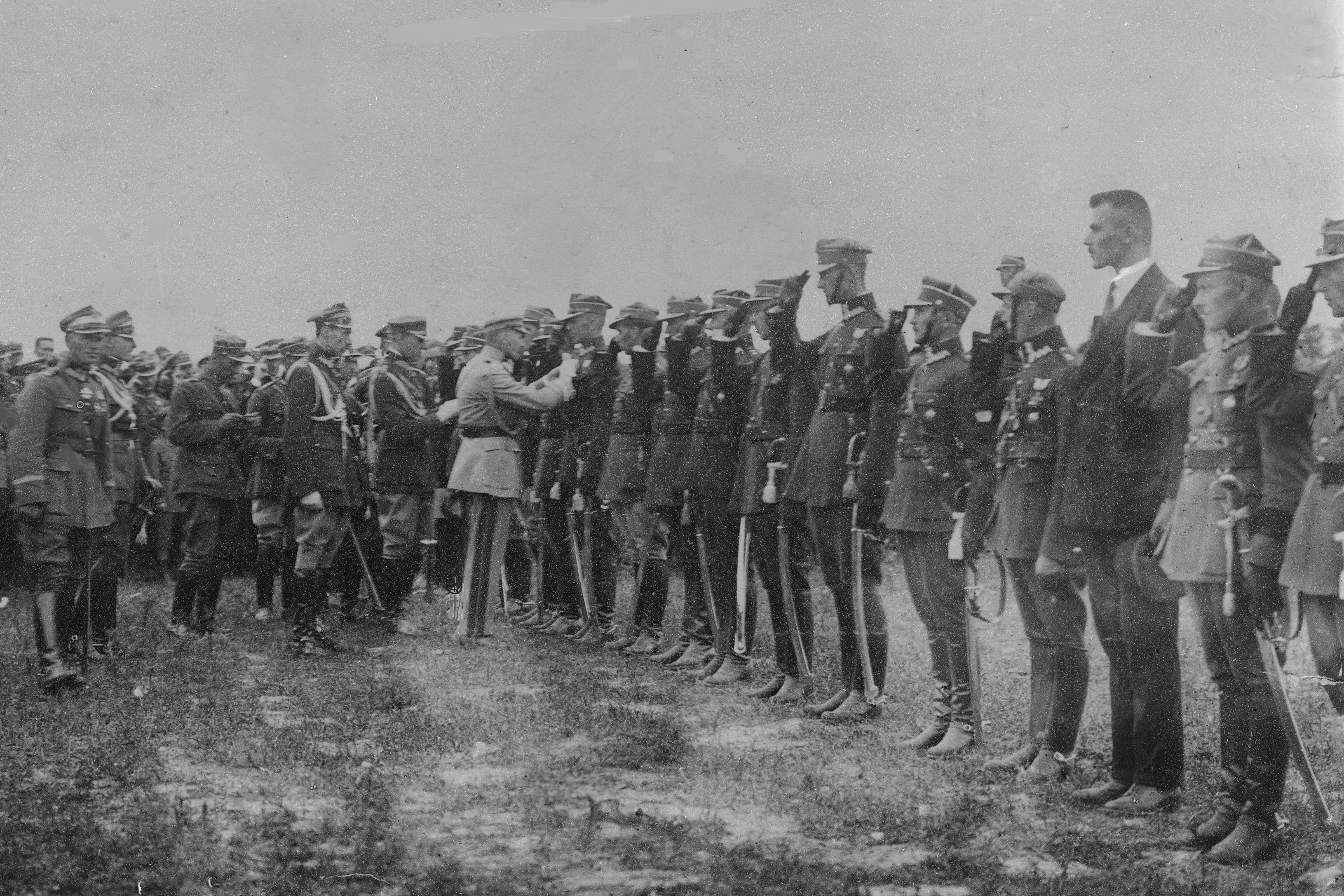
Marszałek Józef Piłsudski odznacza oficerów 30 DP[a]
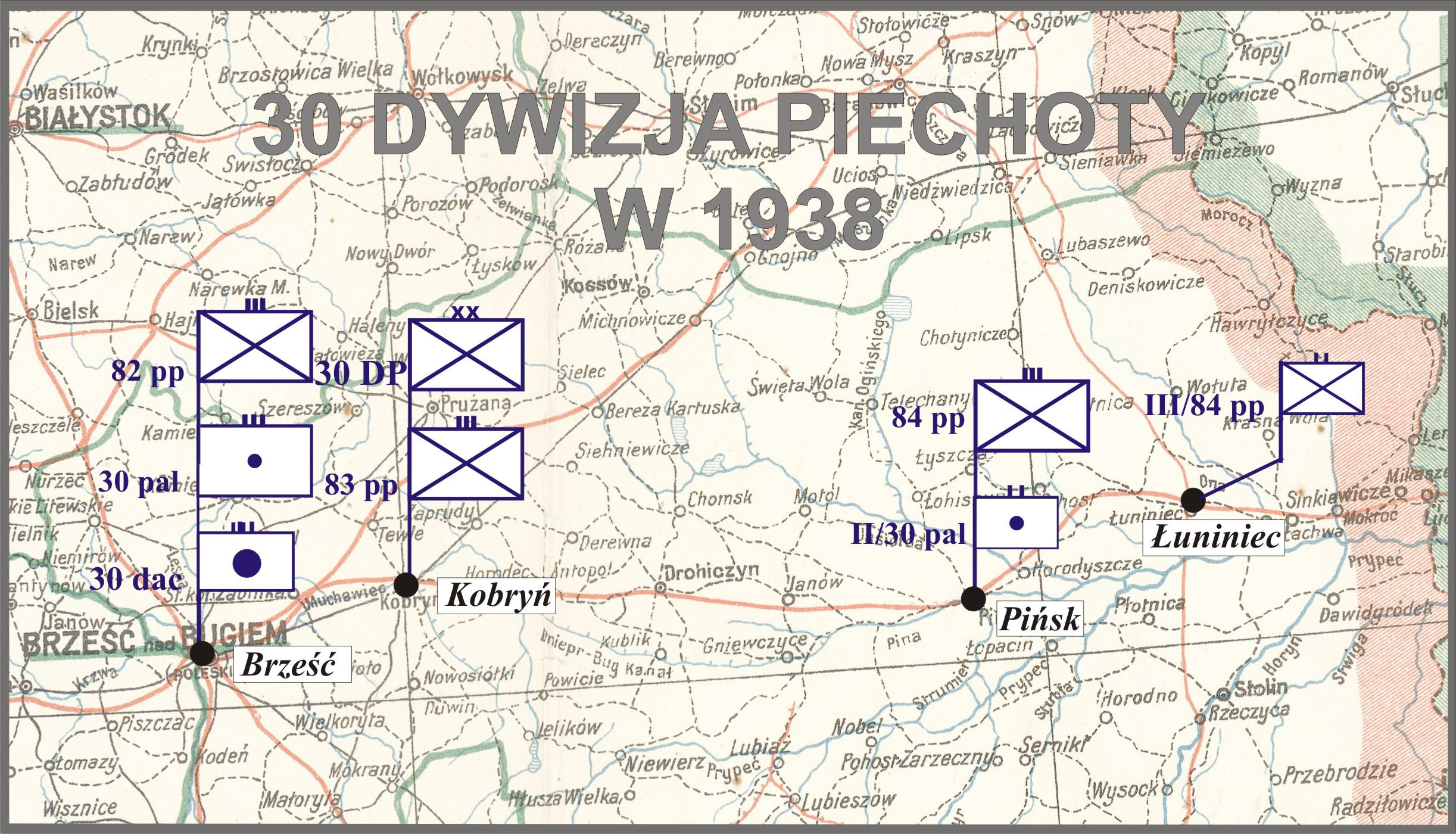
Rozmieszczenie 30 DP w 1938

## Działania zbrojne w wojnie obronnej 1939

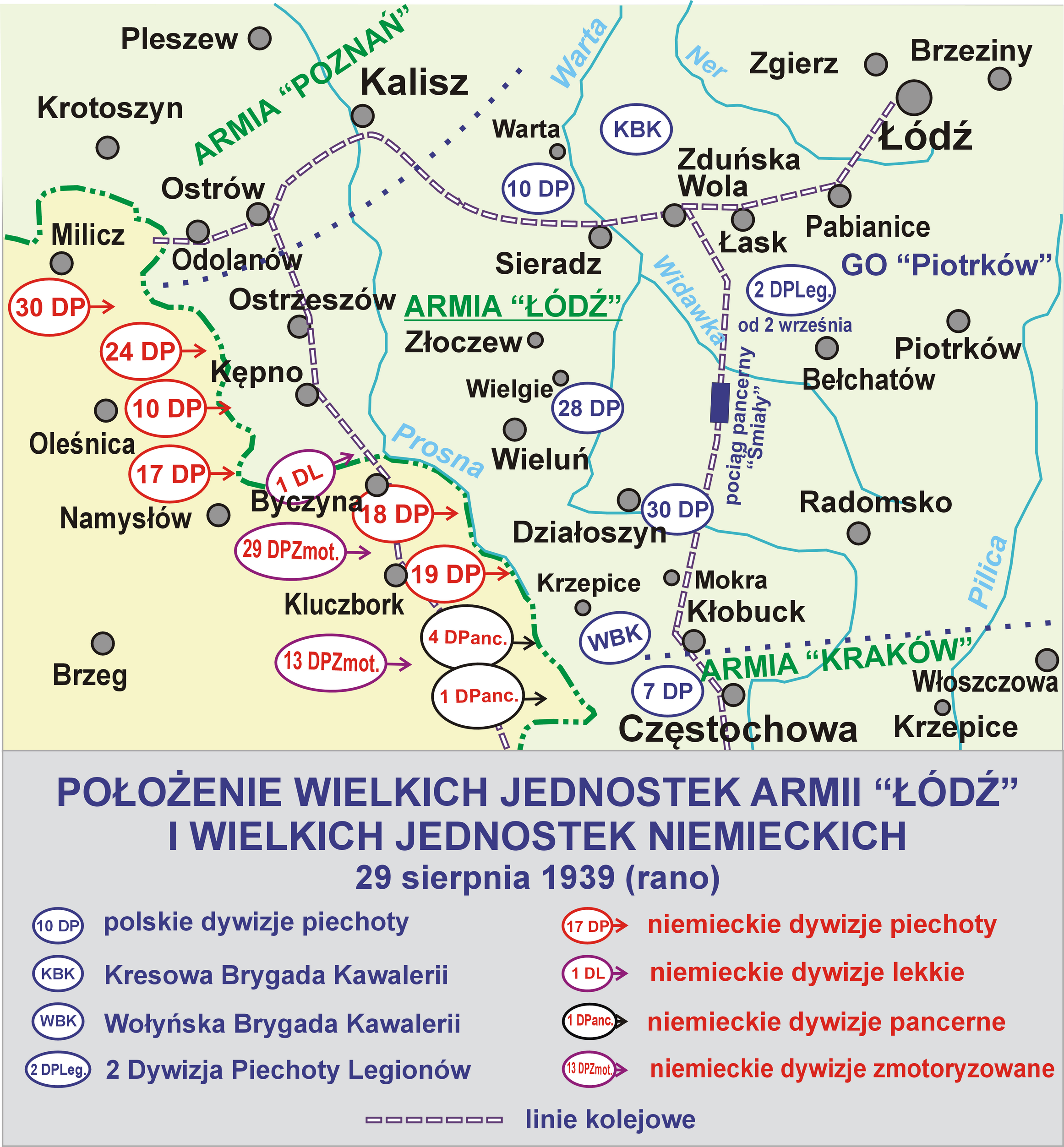
Dywizja działała w składzie Armii Łódź

30 DP pod dowództwem gen. bryg. Leopolda Cehaka wchodziła w skład GO „Piotrków”, która podporządkowana była dowódcy Armii „Łódź”. 
Była jedyną wielką jednostką armii, która zajęła wyznaczony odcinek obrony już w marcu 1939. Przewieziona została transportami kolejowymi z Okręgu Korpusu IX Brześć do rejonu na południowy zachód od Piotrkowa Trybunalskiego. Krótko przed wybuchem wojny została wzmocniona przez 41 kompanię czołgów rozpoznawczych. Objęła odcinek obrony z linią umocnień polowych od Krzeczowa przez Ogroble, Bobrowniki, Działoszyn, Grądy-Łazy, Niwiska Dolne do Patrzykowa. Odcinek zachodni do Bobrownik obsadził 82 pp, a odcinek południowo-wschodni od Sensowa do mostu kolejowego na Warcie w pobliżu Działoszyna – 84 pp, Działoszyna bronił II batalion 84 pp, na lewo od 84 pp powstała luka, w związku z tym skierowano tam dla dozoru dywizyjną kompanię kolarzy z plutonem ckm, z zastrzeżeniem, że most pod Patrzykowem musi być broniony za wszelką cenę. W Szczercowie pozostały tylko załogi bezpieczeństwa. Zgodnie z wcześniejszymi ustaleniami, gen. L. Cehak utworzył oddział wydzielony w składzie: 83 pp wraz z I dywizjonem 30 pal, szwadronem kawalerii dywizyjnej i 41 kompanią czołgów rozpoznawczych pod dowództwem kpt. Tadeusza Witanowskiego. Oddział ten miał rozkaz zająć wysuniętą pozycję po drugiej stronie Warty, powstrzymać nieprzyjaciela zdążającego na Działoszyn, prowadząc jednocześnie rozpoznanie jego głównych sił i kierunków uderzeń. Przed świtem 1 września na pozycje dywizji dotarły także dwa pociągi pancerne: pociąg pancerny nr 52 „Baszta” pod dowództwem kpt. Mikołaja Gonczara i pociąg pancerny nr 53 „Śmiały” pod dowództwem kpt. Mieczysława Malinowskiego.
1 września
W pasie obrony 30 DP 1 września rano przekroczyły granicę niemieckie 18 i 19 DP. 18 DP nacierała z rejonu Gorzowa Śląskiego przez Praszkę na Dalachów i Niżankowice, a 19 DP z rejonu Skrońska na Julianpol – Działoszyn. W miarę ustępowania z terenów przygranicznych oddziałów rozpoznawczych, inicjatywę przejął oddział wydzielony, który stoczył ciężki bój pod Parzymiechami, a następnie w nocy wycofał się do odwodu dywizji. Zacięty opór 83 pp powstrzymał natarcie niemieckie na najważniejszym kierunku do przepraw przez Wartę pod Działoszynem i opóźnił ją o przeszło jeden dzień.
Wysunięty pod Parzymiechy 83 pułk piechoty nawiązał styczność z pododdziałami niemieckiej 19 Dywizji Piechoty, a wieczorem wycofał za Wartę. Tam, w zakolu rzeki, zajmowały pozycje obronne sił głównych 30 DP. Odrzuciły one w ciągu dnia zmotoryzowany oddział niemiecki, wysadzając w powietrze 3 pojazdy pancerne wraz z mostem pod Krzeczowem.
Pozostałe pułki na razie nie były atakowane.
2 września
2 września, wykorzystując silny ostrzał artyleryjski i bombardowania lotnicze, siły niemieckiej 19 DP przeszły do natarcia w rejonie Działoszyna i Sensowa, złamały opór II batalionu 84 pp i uchwyciły przyczółek na północnym brzegu Warty, na rubieżach Działoszyna. Doszło też do walk ulicznych w samym mieście. Jednocześnie Niemcy zajęli Patrzyków. Generalny atak Niemcy przypuścili wieczorem na odcinku 82 pp i po zaciętej walce zajęli rejon Bobrownik wraz z zakolem Warty, ponosząc przy tym duże straty. W rezultacie 84 pp zmuszony był przeprowadzić przegrupowanie w kierunku na Pajęczno, prowadząc jednocześnie walki uliczne w Działoszynie, które przesuwały się w kierunku drogi wylotowej na Trębaczew i Pajęczno.
3 września
W nocy z 2 na 3 września oddziały 30 DP przeszły na główną pozycję obrony bez przeciwdziałania ze strony Niemców. Do wieczora 3 września cała główna pozycja obronna na rzece Widawce pod Szczercowem została obsadzona.
Dowódca 30 DP otrzymał rozkaz odejścia na główną pozycję i obsadzenia odcinka obrony „Szczerców”. Oddziały otrzymały następujące zadania:
- batalion 83 pp  obsadzić i utrzymać wzgórza na północ od Działoszyna do rana 3 września z zadaniem osłony odwrotu sił dywizji,
- 83 pp z I/30 pal i 30 dac wykonać marsz na główną pozycję obrony i obsadzić odcinek zachodni w pasie obrony dywizji,
- 82 pp z III/30 pal przegrupować się na wschodni brzeg Widawki i ześrodkować się w rejonie lasu na zachód od Kluk jako odwód dywizji.
- 84 pp z II/30 pal przegrupować się na główną pozycję i zająć obronnie wschodni odcinek w pasie obrony dywizji.
- kawaleria dywizyjna przejechać na wschodnie skrzydło pasa obrony do rejonu Słupia.

Kompania cyklistów maszerowała razem z 82 i 84 pp.
Oderwanie się od nieprzyjaciela odbyło się bez przeszkód. Rano Niemcy wykonali na opuszczoną przez 30 DP pozycję obronną uderzenie ogniowe. Batalion osłony również bez przeszkód oderwał się od nieprzyjaciela i dołączył do sił głównych dywizji.
W ciągu całego dnia 3 i w nocy na 4 września wojska niemieckiego XI KA nie nawiązały styczności ogniowej z 30 DP. Lotnictwo niemieckie od rana 3 września prowadziło ożywioną działalność, siejąc spustoszenie wśród uciekinierów. Oddziałom dywizji nie zadało poważniejszych strat.

Z wojsk Armii „Łódź” tylko 30 DP w godzinach wieczornych zajęła w nakazanym terminie główną pozycję obrony i znajdowała się w stosunkowo dobrej kondycji bojowej. Stanowisko dowodzenia rozwinęło się w rejonie Wierzchów Kluckich. Pociąg pancerny nr 53 odesłano do Koluszek.
4 września
4 września około 11.00  znaczne siły XI KA zajęły Szczerców. Po południu  z rejonu Szczercowa wyruszyła kolumna piechoty niemieckiej w sile około pułku w kierunku na Lubiec. Prawdopodobnie był to oddział rozpoznawczy, który miał na celu przeprowadzenie rozpoznania systemu obrony broniących się tutaj wojsk polskich. Powyższą kolumnę piechoty niemieckiej puszczono bez przeszkód aż pod Magdalenów. W tym czasie wywołano ogień ześrodkowany trzech dywizjonów artylerii oraz silny ogień broni strzeleckiej I batalionu 83 pułku piechoty. Zaskoczona kolumna nie zdążyła się rozwinąć do walki, rozsypała się chaotycznie, a  następnie panicznie wycofała się. Powtórne natarcie niemieckich oddziałów rozpoznawczych na odcinku południowym wyprowadzone około19.00 również zostało odparte przez oddziały polskiej dywizji.
5 września
Przed frontem 30 DP niemiecki XI KA  prowadził aktywne działania wiążące. Około 8.00, przy wsparciu ogniem artylerii i lotnictwa, jego oddział wydzielony wykonał natarcie na kierunku Szczerców – Lubiec. Zostało ono załamane przez 83 pułk piechoty. Jednocześnie zestrzelono 2 samoloty niemieckie. Niemieckie natarcie zostało powtórzone w godzinach popołudniowych. Wydzielone siły XI KA uderzyły w rejony obrony III/83 pp i III/84 i włamały się w obronę na kierunku Teofilowa oraz w rejonie Żaru. W celu odtworzenia struktury obrony, dowódca dywizji wyprowadził kontratak drugorzutowym 82 pułkiem piechoty  na kierunku Teofilów – Szczerców.  Kontratak 82 pp, wzmocnionego 41 skczr, w ścisłym współdziałaniu z 83 pp i wsparty przez własną artylerię odrzucił nieprzyjaciela i odtworzył przedni skraj obrony. Na kierunku Żar dowódca 84 pp wykonał kontratak IV/84 pp, który również odrzucił nieprzyjaciela i wyszedł na przedni skraj własnej obrony.
W walce tej Niemcy ponieśli dotkliwe straty, około stu żołnierzy nieprzyjaciela dostało się do niewoli. Po zapadnięciu zmroku wygasły walki na przednim skraju obrony. Dzięki dobrej bitności żołnierzy oraz należytemu dowodzeniu przez dowódców, dywizja utrzymała pozycję obronną aż do północy, następnie, zgodnie z rozkazem, zaczęła się wycofywać w rejon Dłutowa.
6 września
Jeszcze przed północą 5 września rozpoczęły przegrupowanie: 82 pp z I/30 pal, dowództwo 30 pal z III/30 pal, II/4 pac i 30 dac.  Około 2.00 rozpoczął marsz 83 pp z II/30 pal. 84 pp ruszył około północy. Wydzielił on ze swojego składu awangardę boczną w sile IV/84 pp wzmocnioną kompanią rozpoznawczą pułku, plutonem artylerii piechoty i dwoma działami przeciwpancernymi. Ubezpieczająca pułk awangarda przeciwstawiła się nacierającym wojskom XI KA w rejonie Drużbic. Rano w czasie walki kompania rozpoznawcza została rozbita, utracono obydwa działa ppanc i jaszcze plutonu artylerii pułkowej. IV/84 pp dopiero następnej nocy dołączył do macierzystego pułku w Dłutowie.
W późnych godzinach popołudniowych dywizja osiągnęła bież wzdłuż południowego skraju lasów dłutowskich i przeszła do obrony.
82 pp wzmocniony artylerią ugrupował się na południowym skraju lasu Podstoła–Żeronie i zamknął kierunek Bełchatów – Dłutów; 83 pp z II/30 pal ześrodkował się w rejonie lasu Mierzączka – Orzk, a 84 pp jako drugorzutowy w rejonie węzła dróg w Dłutowie. 2 pp z III/2 pal wyprowadził z walki około 300 ludzi z sześcioma działami i doszedł do Dłutowa. Tutaj podporządkowany został dowódcy 30 DP i ześrodkował się  w rejonie drugorzutowego 84 pp. Stanowisko dowodzenia dywizji rozwinęło się w lesie pod Dłutowem. Od uderzeń lotnictwa niemieckiego rozbita została kompania sanitarna i dywizyjna kompania ciężkich karabinów maszynowych. Ataki zmotoryzowanych pododdziałów rozpoznawczych nieprzyjaciela na przedni skraj obrony zostały odparte przez oddziały dywizji.
7 września
Dywizja ugrupowała się w jednym rzucie z odwodem. 83 pp z I/30 pal (bez I i III batalionu) przeszedł do obrony na południowy wschód od Guzewa; 82 pp rozwinął się obronnie na zachodnim skraju lasu Poddębina, a wspierający go II/30 pal zajął stanowiska ogniowe w Kalinku; 84 pp z III/30 pal i 30 dac  ugrupował się obronnie na rubieży południowo-wschodni skraj lasu: Bądzyn – Niedas – Grabów; odwodowy I/84 pp ześrodkował się w rejonie zachodniego skraju lasu Grabów. Około 3.00 dowódca 84 pp rozwinął obronnie II/84 pp na skraju lasu na zachód od Tuszyna. W odwodzie, w rejonie południowego skraju Poddębiny, dowódca 30 DP utrzymywał I i III batalion 83 pp. Ponadto dysponował on 41 kompanią czołgów rozpoznawczych, kompanią kolarzy i  kawalerią dywizyjną. Stanowisko dowodzenia dywizji rozwinięto w gajówce na północno-wschodnim skraju lasu Poddębina.
Około  13.30 z kierunku Dłutowa podjechał zmotoryzowany oddział rozpoznawczy 18 DP i z marszu uderzył na pozycje obrone 84 pp. Około 20.00, po ciężkiej walce, III/84 pp wycofał się z rejonu Grabowa. W godzinach popołudniowych, wykorzystujący wycofanie się  Wołyńskiej BK i wykonujący obejście, zmotoryzowany oddział rozpoznawczy niemieckiej19 DP wyszedł aż na stanowiska ogniowe artylerii dywizyjnej. W tej sytuacji gen. Cehak zdecydował się zagiąć lewe skrzydło dywizji aż do Woli Rakowej, a 10-kilometrową rubież Kruszów – Wola Rakowa obsadził odwodem dywizyjnym i natarcie zmotoryzowanego oddziału nieprzyjaciela zostało załamane.
Ze względu na ciężką walkę 28 DP w rejonach Pabianic i Chechła, gen. Cehak obsadził też podległym mu czasowo 2 pp wzmocnionym III/2 pal Rzgów. Rzgów stanowił ważny węzeł dróg i utrzymanie go zabezpieczało prawe skrzydło 30 DP i umożliwiało dalszy manewr w kierunku północnym.
Po południu gen. Thommée nakazał kontynuowanie działań opóźniających w kierunku na Brzeziny i rzekę Mrogę.  30 DP miała się przegrupować po marszrucie: Woła Rakowa – Andrespol – Bedoń – Jordanów w rejon na północ od Brzezin i zamknąć drogi wychodzące z Brzezin w kierunku północnym. Wołyńska Brygada Kawalerii miała osłaniać przegrupowanie 30 DP z kierunku wschodniego. Dowódca 30 DP rozpoczął przegrupowanie oddziałów już o 19.30. Ariergardę stanowił 84 pp z III/30 pal.
8 września
Nocne 40-kilometrowe przegrupowanie dywizji z rejonu Tuszyna w rejon na północ od Brzezin poważnie wyczerpało oddziały dywizji. W rejonie Brzezin przegrupowujące się kolumny pomieszały się z rozbitkami i taborami 2. i 28 DP. Maszerujący w straży przedniej 82 pp z I/30 pal przed południem obsadził odcinek obrony w rejonie Grzmiąca – Fara.  Na zatłoczonej marszrucie z kolumny 82 pp odłączyły się II/4 pac i 30 dac, które do 16.00 ześrodkowały się w lesie na północ od Kołacina bez łączności z przełożonym. Jednocześnie dywizjonom tym wyczerpała się amunicja artyleryjska. Dywizjony te odmaszerowały przez Teresin, Bobrową, Chlebów, Maków do lasu na północ od Grabiny i północny wschód od Skierniewic. Około 11.00 w pas obrony dywizji przybył 83 pułk piechoty z II/30 pal. Biorąc pod uwagę opóźnianie się 84 pułku piechoty, dowódca dywizji nakazał dowódcy 83 pp przejść do obrony na lewym skrzydle w rejonie  Szymaniszek, a nie jak pierwotnie rozkazał – do odwodu. Stanowisko dowodzenia dywizji rozwinęło się na południowym skraju lasu ciągnącego się od Woli Cyrusowej.
Po południu lotnictwo niemieckie rozbiło zwartość kolumny 84 pułku piechoty na marszrucie od Brzezin do Gałkówka. Jednocześnie zmotoryzowany oddział rozpoznawczy 18 DP wykonał natarcie z lasu pod Małczewem i Gałkówkiem. W tej niekorzystnej sytuacji pododdziały 84 pp wycofały się w kierunku: Brzeziny – Tworzyjanki – Przecław – Józefów – Stefanów i północny skraj lasu na zachód od Przyłęku Dużego.
Na skutek silnego ogniowego oddziaływania lotnictwa niemieckiego I/84 pp został całkowicie rozbity. Pododdziały 84 pp zbierały w rejonie folwarku Halinów stanowiąc drugi rzut dywizji.
W późnych godzinach popołudniowych artyleria niemieckiej 18 DP ostrzelała  zachodnią część lasu na północ od Brzezin. Szczególnie ucierpiały pododdziały 82 pp broniące się w rejonie Fary oraz tabory z różnych związków taktycznych ześrodkowane za ugrupowaniem bojowym pułku. Jednocześnie przed przednim skrajem obrony rozpoczęły działania bojowe zmotoryzowane patrole rozpoznawcze 18 DP, a następnie jej  zasadnicze siły zajęły Brzeziny. Zagrożone było stanowisko dowodzenia 30 DP.  Przeniesiono je więc do dworu w Kołacinie.
W tej ciężkiej sytuacji taktycznej dowódca 30 DP otrzymał od gen. Thommee rozkaz przegrupowania dywizji do lasu w rejonie Przyłęku Dużego. Tutaj 30 DP miała bronić się do południa 9 września, a następnie przegrupować oddziały do rejonu Skierniewic. Około 22.00 oddziały dywizji rozpoczęły marsz. Ze względu na zagrożenie ze strony nieprzyjaciela, przemieszanie się taborów i pododdziałów oraz przemęczenie żołnierzy do najwyższych granic ciągłymi walkami i manewrami, przegrupowanie nocne 30 DP nie zawsze przebiegało w sposób planowy.
9 września
9 września  o świcie, po 15-kilometrowym nocnym przegrupowaniu z pasa obrony Grzmiąca – płn. Brzeziny  dywizja osiągnęła rejon lasów na południe od Przyłęku Dużego. Jej oddziały ugrupowały się następująco: 82 pp na zachodnim skraju lasu; 83 pp – na północno-wschodnim i wschodnim skraju lasu; 84 pp – w południowej części lasu, a stanowisko dowodzenia 30 DP rozwinęło się w rejonie Przyłęku Dużego. Ze względu na brak bezpośrednich sąsiadów gen. Cehak ugrupował oddziały do obrony okrężnej. Ugrupowanie dywizji w dużym lesie zapewniało jej maskowanie przed obserwacją lotniczą nieprzyjaciela. Ponadto dowódca dywizji wydał rozkaz oddziałom nieotwierania ognia do przelatujących samolotów niemieckich, by nie zdradzać swojego rejonu obrony.
Stąd postanowiono przebijać się dalej przez wrogie oddziały. Natarcie poprowadzono na Słupię i Jeżów.
Ściągnięty z zachodniej części lasu 82 pp miał jako lewoskrzydłowy uderzyć po osi Przyłęk – Budki. Po zajęciu folwarku Krosnowa do natarcia miał dołączyć 83 pp atakując  ze wschodniego skraju lasu w ogólnym kierunku na Modłę, 84 pp (bez II batalionu) stanowił odwód  i równocześnie ubezpieczał działanie od południa. Od zachodu dozorowała kawaleria rtm. Schollenbergera. Początek natarcia ustalono na godzinę 11.00.
Około 9.00 Niemcy otworzyli silny ogień artylerii na lasy przyłęckie. Podwieźli także samochodami z Jeżowa piechotę, która zaatakowała w kierunku na Przyłęk. Około 10.00 ruszyło polskie kontrnatarcie. 82 pułk piechoty  wsparty skutecznie przez artylerię strzelającą z odkrytych stanowisk, zdobył folwark Krosnowa, a następnie w zaciętej walce wyrzucił Niemców z rejonu Słupi. Przeciwnik odszedł w kierunku na Modłę i Przybyszyce.
Prawoskrzydłowy 83 pułk piechoty rozpoczął natarcie później. W tym samym czasie od strony Mikulina także Niemcy ruszyli do natarcia. Wywiązała się zacięta walka na wzgórzach między wschodnim skrajem lasu przyłęckiego a szosą prowadzącą z Jeżowa do Słupi. W walce tej wzięły udział także pododdziały 84 pułku piechoty.
Około 13.30 gen. Cehak wydał oddziałom rozkazy do oderwania się od przeciwnika. Na czele odchodził 82 pp, za nim dołączył 84 pp, a 83 pp miał osłonić odwrót i  stanowić straż tylną.
82 pułk piechoty sformował kolumnę i odmaszerował, lecz oderwanie się pozostałych oddziałów dywizji było bardzo trudne. Z 84 pułku piechoty tylko część zdołała odejść za 82 pp, część zaś uległa rozdrobnieniu i odchodziła na Skierniewice. Z artylerii zdołała wyjść tylko 3/30 pal i pluton z 5/30 pal oraz III/30 pal. W najcięższej sytuacji znajdował się 83 pułk piechoty, wykonując trudne zadanie osłony odwrotu dywizji w momencie, kiedy niemiecka 18 Dywizja Piechoty wprowadziła do boju gros swych sił.
Część 30 DP, która zdołała się oderwać od nieprzyjaciela około 17.00 osiągnęła Julków, maszerując na Suliszew.
10 września
10 września otrzymała kolejny rozkaz zmiany drogi odwrotu i teraz zmierzała na Warszawę przez Mszczonów i Nadarzyn. Jednak mimo początkowych sukcesów zabrakło jej sił, aby przebić się przez niemieckie pozycje.
12 września
W nocy z 11 na 12 września dywizja osiągnęła południowy skraj lasu na zachód od Żyrardowa. Nad ranem jej tabory zaatakowane zostały przez pododdział niemiecki i w większości zniszczone. Ochraniający je szwadron kawalerii rozproszył się. Pluton dołączył do sił głównych, a reszta odjechała w kierunku Warszawy.  Gen. Cehak  ugrupował dywizję do obrony: 84 pp na prawym skrzydle poczynając od południowo-zachodniego skraju lasu; 82 pp na lewym skrzydle od zachodniej części Żyrardowa; w odwodzie ześrodkowały się: kompania z 83 pp, kompania czołgów rozpoznawczych, pluton kawalerii. Stanowisko dowodzenia 30 DP zostało rozwinięte w południowo-zachodniej części Żyrardowa. Około 6.00 GO, gen. Thommee postawił dowódcy dywizji  zadanie w którym nakazał maszerować do lasów Puszczy Kampinoskiej za 28 DP lub za 2 DP.

 Około 7.00 12 września niemiecka 19 DP uchwyciła Żyrardów. W  tym czasie 41 kompania czołgów rozpoznawczych  wjechała do miasta w celu uzupełnienia paliwa, lecz została zaskoczona silnym ogniem nieprzyjaciela i poniosła znaczne straty. Nie udało się też odbić Żyrardowa II/82 pp. Operujący w Żyrardowie niemiecki 59 pułk piechoty oskrzydlał lewe skrzydło 30 DP w kierunku na Kozłowice Stare, a niemiecki  74 pp uderzył na pozycję obronną polskiego 84 pp. Około 10.00 Niemcy odrzucili II/84 pp i opanowali tor kolejowy na kierunku Józefów – Sokule.

Celem niedopuszczenia do oskrzydlenia,  dowódca polskiej dywizji wysłał na kierunek Żyrardów – Piotrowina kompanię z 83 pp i improwizowany pododdział wyznaczony ze sztabu dywizji. Działania te nie przynosiły rezultatu, a niemiecka 19 DP wychodziła już swoimi elementami rozpoznawczymi na głębokie tyły wojsk polskich. W związku z tym gen. Cehak wydał rozkaz do rozpoczęcia działań opóźniających w kierunku: Działki –Wiskitki –Guzów – Szymanów –Paprotnia. W czasie walk dywizja ponosiła duże straty, a ogień artylerii niemieckiej rozbijał i rozpraszał zwartość organizacyjną oddziałów. Znaczna część rozbitków dostała się do niewoli.

Około 2.00 13 września 30 DP  ześrodkowała się w rejonie południowego skraju lasu na północ od Kampinosu, mając już bardzo niskie stany osobowe. Stanowisko dowodzenia dywizji rozwinęło się w nadleśnictwie Kampinos. Niemiecka 19 DP do wieczora ześrodkowała się w rejonie Guzowa i Woli Miedniewskiej w odległości 25 km od oddziałów polskich
13 września
13 września dywizja zmieniła kierunek odwrotu na Modlin, gdzie jej oddziały obsadziły odcinek „Twierdza” i walczyły do kapitulacji 29 września.
14 września rano 30 Dywizja Piechoty osiągnęła Kazuń. Jej stan wynosił około 3500 i 9 armat 75 mm. Zgodnie z otrzymanym zadaniem miała bronić bezpośrednio Twierdzy Modlin oraz na zewnętrznym pierścieniu obrony odcinka pomiędzy 2 a 28 Dywizją Piechoty oraz Fortu I. Jej 84 pułk piechoty ześrodkował się w Kazuniu i stanowił odwód dowódcy Grupy Operacyjnej „Piotrków” generała Thommee. 15 września 84 pułk piechoty został skierowany do prowadzenia działań na przedpolu odcinka „Kazuń” i rejonu obronnego „Palmiry”. 16 września jego pododdziały zaatakowały kolumnę artylerii niemieckiej i rozbiły ją. 18 września pułk przeszedł do działań opóźniających a 19 września  powrócił na pozycję obronną odcinka „Kazuń”.
24 września odparto  natarcie niemieckiej 2 Dywizji Lekkiej. W kolejnych dniach nieprzyjaciel użył lotnictwa, ale ponowne natarcia były odpierane. Walki pozycyjne toczyły się do 28 września, kiedy to z rozkazu dowódcy obrony Twierdzy Modlin, dowódca 30 DP generał Cehak udał się na rozmowy o kapitulacji. 0 14.00 został podpisany protokół kapitulacyjny.
OZ 30 DP
Ośrodek Zapasowy 30 DP znajdował się w Kobryniu. Po decyzji Naczelnego Dowództwa o obronie Polesia w Kobryniu sformowano na bazie OZ 30 DP trzy pułki piechoty które weszły w skład kombinowanej Dywizji Piechoty „Kobryń” (60 DP), a następnie walczyły do 5 października w składzie SGO „Polesie”.

## Organizacja wojenna 30 DP we wrześniu 1939
- Kwatera Główna 30 Dywizji Piechoty
  - kompania gospodarcza Kwatery Głównej 30 DP
  - sąd polowy nr 30
- 82 pułk piechoty
- 83 pułk piechoty
- 84 pułk piechoty
- 30 pułk artylerii lekkiej
- 30 dywizjon artylerii ciężkiej
- baon saperów typ II b nr 30
- bateria motorowa artylerii plot. typ A nr 30 – por. Tytus Jakubowski
- kompania łączności 30 DP – kpt. łącz. Piotr Chełchowski
  - dowódca plutonu – ppor. łącz. Julian Jan Przewoźnik †11 IX 1939 Osuchów
  - dowódca plutonu – ppor. łącz. rez. Stefan Gockowski
- pluton radio 30 DP – ppor. łącz. Bohdan Plisowski †11 IX 1939 Osuchów
- pluton łączności KG 30 DP
- drużyna parkowa łączności 30 DP
- szwadron kawalerii dywizyjnej nr 30 – rtm. Tadeusz Schollenberger
- samodzielna km i broni towarzyszących nr 93 (83 pp)
  - dowódca kompanii – kpt. piech. Czesław Barański †1940 Charków[40]
  - dowódca plutonu – por. piech. Józef Szkuta
- kompania kolarzy nr 93 (82 pp) – kpt. Jan Sylwester Kruziel
- park intendentury typ I nr 903 – kpt. int. st. sp. Augustyn Pojmański

## Obsada personalna dowództwa dywizji
| Dowódcy dywizji                                           | Dowódcy dywizji            | Dowódcy dywizji                    |
| stopień, imię i nazwisko                                  | okres pełnienia obowiązków | kolejne stanowisko służbowe        |
| --------------------------------------------------------- | -------------------------- | ---------------------------------- |
| płk piech. Mieczysław Mackiewicz                          | 1921 – 28 V 1926           | dowódca 26 DP                      |
| płk piech. / gen. bryg. Stanisław Tessaro                 | 9 VIII 1926 - 12 V 1929    | dowódca KOP                        |
| płk piech. Stanisław Wrzaliński                           | 8 X 1929 – 13 X 1931       | stan spoczynku z dniem 31 XII 1931 |
| płk dypl. art. / gen. bryg. Emil Krukowicz-Przedrzymirski | 13 X 1931 – 28 I 1938      | szef Dep. Artylerii MSWojsk.       |
| gen. bryg. Leopold Cehak                                  | 1938 – IX 1939             | w niemieckiej niewoli              |
| Dowódcy piechoty dywizyjnej                               |                            |                                    |
| płk piech. Stanisław Tessaro                              | 1921 – 9 VIII 1926         | dowódca 30 DP                      |
| płk SG Stanisław Wieroński                                | 14 X 1926 – 17 III 1927    | dowódca 22 DPG                     |
| płk piech. Franciszek Dindorf-Ankowicz                    | 19 III 1927 – X 1935       | dowódca 10 DP                      |
| płk piech. Stanisław Kalabiński                           | X 1935 – VIII 1939         | dowódca 55 DP                      |
| Szefowie sztabu                                           |                            |                                    |
| mjr SG Teodor Furgalski                                   | X 1922 – VI 1924           | szef wydziału w Oddziale I SG      |
| ppłk SG (piech.) Florian Smykal                           | 15 X 1924 – 21 VIII 1926   | dowódca 13 pp                      |
| mjr SG (piech.) Aleksander Misiurewicz                    | IX 1926 – XI 1928          | Oddział I Sztabu Generalnego       |
| mjr dypl. piech. Stanisław II Sienkiewicz                 | XI 1928 - IX 1930          | Oddział III Sztabu Głównego        |
| mjr dypl. piech. Zenon Wzacny                             | IX 1930 – XII 1932         | wykładowca w CWPiech.              |
| mjr dypl. piech. Michał Talikowski                        | XII 1932 – XI 1934         | DOK II                             |
| mjr dypl. sap. Leon Bianchi                               | XI 1934 – XI 1936          | dowódca bmost                      |
| ppłk dypl. piech. Władysław Suracki                       | 1936 – †12 IX 1939         |                                    |
| kpt. dypl. art. Adam Jaworski-Sas-Choroszkiewicz          | od 15 IX 1939              | w niemieckiej niewoli              |

| Obsada personalna                                  | Obsada personalna                                  | Obsada personalna                      | Obsada personalna                                |
| Ostatnia „pokojowa” dowództwa dywizji w marcu 1939 | Ostatnia „pokojowa” dowództwa dywizji w marcu 1939 | Kwatery Głównej 30 DP we wrześniu 1939 | Kwatery Głównej 30 DP we wrześniu 1939           |
| -------------------------------------------------- | -------------------------------------------------- | -------------------------------------- | ------------------------------------------------ |
| dowódca dywizji                                    | gen. bryg. Leopold Cehak                           | dowódca dywizji                        | gen. bryg. Leopold Cehak (VM)                    |
| dowódca piechoty dywizyjnej                        | płk piech. Stanisław Kalabiński                    | dowódca piechoty dywizyjnej            | wakat                                            |
|                                                    |                                                    | oficer ordynansowy dowódcy PD          | kpt. Zdzisław Szwarnowiecki                      |
| dowódca artylerii dywizyjnej                       | płk art. Zygmunt Łakiński                          | dowódca artylerii dywizyjnej           | płk art. Zygmunt Łakiński (VM)                   |
|                                                    |                                                    | oficer sztabu dowódcy AD               | mjr art. Stanisław Reichert (KW)                 |
| oficer sztabu artylerii dywizyjnej                 | kpt. art. Czesław Roman                            | oficer służby wywiadu artylerii        | kpt. art. Czesław Roman                          |
| w organizacji pokojowej stanowisko nie istniało    | w organizacji pokojowej stanowisko nie istniało    | dowódca saperów                        | kpt. inż. Jerzy Skalski (KW)                     |
| komendant Rejonu PW Konnego                        | rtm. Tadeusz Schollenberger                        | dowódca kawalerii dywizyjnej           | rtm. Tadeusz Schollenberger (KW)                 |
| szef sztabu                                        | ppłk dypl. piech. Władysław Suracki                | szef sztabu                            | ppłk dypl. piech. Władysław Suracki              |
| I oficer sztabu                                    | kpt. dypl. piech. Janusz Chmielowski               | oficer operacyjny                      | kpt. dypl. art. Adam Jaworski-Sas-Choroszkiewicz |
| I oficer sztabu (dubler)                           | kpt. dypl. piech. Kazimierz Czechowski             | pomocnik oficera operacyjnego          | kpt. piech. Włodzimierz Janiga (VM)              |
| II oficer sztabu                                   | kpt. adm. (piech.) Adam Suski                      | oficer informacyjny                    | kpt. Kazimierz Stanisław Rady                    |
| w organizacji pokojowej stanowisko nie istniało    | w organizacji pokojowej stanowisko nie istniało    | pomocnik oficera informacyjnego        | kpt. Kazimierz Stanisław Prede                   |
| dowódca łączności                                  | mjr łącz. Władysław Maron-Marwicz                  | dowódca łączności                      | mjr łącz. Władysław Maron-Marwicz (VM)           |
| oficer taborowy                                    | kpt. tab. Paweł Wit                                | dowódca taborów                        | kpt. tab. Paweł Wit                              |
| oficer intendentury                                | kpt. int. z WSW Stanisław Słomka                   | szef służby intendentury               | kpt. int. z WSW Stanisław Słomka (VM)            |
| w organizacji pokojowej stanowiska nie istniały    | w organizacji pokojowej stanowiska nie istniały    | kwatermistrz                           | kpt. dypl. Janusz Chmielowski (VM)               |
| w organizacji pokojowej stanowiska nie istniały    | w organizacji pokojowej stanowiska nie istniały    | zastępca kwatermistrza                 | kpt. adm. (piech.) Adam Suski (VM)               |
| w organizacji pokojowej stanowiska nie istniały    | w organizacji pokojowej stanowiska nie istniały    | pomocnik kwatermistrza                 | por. Józef Kuczak (VM)                           |
| w organizacji pokojowej stanowiska nie istniały    | w organizacji pokojowej stanowiska nie istniały    | szef służby sprawiedliwości            | mjr aud. mgr Jan Józef Piątkowski                |
| w organizacji pokojowej stanowiska nie istniały    | w organizacji pokojowej stanowiska nie istniały    | szef służby duszpasterskiej            | ks. kpl. Władysław Holak                         |
| w organizacji pokojowej stanowiska nie istniały    | w organizacji pokojowej stanowiska nie istniały    | szef służby zdrowia                    | mjr lek. dr Adam Płatek                          |
| w organizacji pokojowej stanowiska nie istniały    | w organizacji pokojowej stanowiska nie istniały    | komendant Kwatery Głównej              | kpt. piech. Piotr Wasilewski                     |

### Żołnierze Dywizji (w tym OZ) – ofiary zbrodni katyńskiej
Biogramy zamordowanych znajdują się na stronie internetowej Muzeum Katyńskiego
| Nazwisko i imię    | stopień | zawód             | miejsce pracy przed mobilizacją | zamordowany |
| ------------------ | ------- | ----------------- | ------------------------------- | ----------- |
| Barański Czesław   | kapitan | żołnierz zawodowy |                                 | Charków     |
| Popiński Stanisław | chorąży | żołnierz zawodowy |                                 | Charków     |

## Odtworzenie dywizji w ramach Armii Krajowej
W wyniku przeprowadzania akcji odtwarzania przedwojennych jednostek wojskowych na pocz. lipca 1944 w okolicach Siemiatycz w lasach nurzeckich (Okręg Polesie) powstała 30 Dywizja Piechoty AK (kryptonim „Twierdza”) pod dowództwem ppłk. Henryka Krajewskiego ps. „Trzaska”.